# Țețivka, Zboriv
Țețivka (în ucraineană Цецівка) este un sat în comuna Hodiv din raionul Zboriv, regiunea Ternopil, Ucraina.

## Demografie
Componența lingvistică a localității Țețivka
     Ucraineană (100%)
Conform recensământului din 2001, toată populația localității Țețivka era vorbitoare de ucraineană (100%).